# Foggia Calcio 1990-1991
Questa voce raccoglie le informazioni riguardanti il Foggia Calcio nelle competizioni ufficiali della stagione 1990-1991.

## Stagione
Nella stagione 1990-1991 il Foggia disputa e vince con 51 punti il campionato di Serie B e torna, a distanza di tredici anni in Serie A. I satanelli di Pasquale Casillo, anche per questa stagione affidati al tecnico Zdeněk Zeman, hanno dominato il campionato mettendo in mostra un gioco spettacolare e redditizio, che ha permesso loro di ottenere un ampio margine di vantaggio sulle altre squadre in lotta per la promozione.
Con 67 reti segnate il Foggia ha avuto il miglior attacco del torneo; inoltre con 22 reti Francesco Baiano ha vinto il titolo di miglior marcatore del campionato cadetto, da dividere con l'ascolano Walter Casagrande e il friulano Abel Balbo. Altri due foggiani in doppia cifra: si tratta di Roberto Rambaudi con 15 reti e Giuseppe Signori con 11 centri.
Nella Coppa Italia il Foggia supera il primo turno eliminando nel doppio confronto la Lucchese, mentre nel secondo turno cede il passaggio alla Roma, che andrà poi conquistare il trofeo per la settima volta.

## Rosa

I pugliesi con la maglia bianca da trasferta

| N. |                   | Ruolo | Calciatore         |
| -- | ----------------- | ----- | ------------------ |
|    | Italia (bandiera) | P     | Severo De Felice   |
|    | Italia (bandiera) | P     | Francesco Mancini  |
|    | Italia (bandiera) | P     | Emilio Zangara     |
|    | Italia (bandiera) | D     | Giovanni Bucaro    |
|    | Italia (bandiera) | D     | Gualtiero Grandini |
|    | Italia (bandiera) | D     | Paolo List         |
|    | Italia (bandiera) | D     | Maurizio Codispoti |
|    | Italia (bandiera) | D     | Tommaso Napoli     |
|    | Italia (bandiera) | D     | Pasquale Padalino  |
|    | Italia (bandiera) | D     | Guglielmo Ferrante |
|    | Italia (bandiera) | C     | Onofrio Barone     |

| N. |                   | Ruolo | Calciatore           |
| -- | ----------------- | ----- | -------------------- |
|    | Italia (bandiera) | C     | Mario Massimo Caruso |
|    | Italia (bandiera) | C     | Stefano Casale       |
|    | Italia (bandiera) | C     | Giuseppe Lo Polito   |
|    | Italia (bandiera) | C     | Antonio Manicone     |
|    | Italia (bandiera) | C     | Mauro Picasso        |
|    | Italia (bandiera) | C     | Alessandro Porro     |
|    | Italia (bandiera) | C     | Roberto Rambaudi     |
|    | Italia (bandiera) | A     | Santo Ardizzone      |
|    | Italia (bandiera) | A     | Francesco Baiano     |
|    | Italia (bandiera) | A     | Giuseppe Signori     |
|    | Italia (bandiera) | A     | Fabio Fratena        |

## Risultati

### Serie B

#### Girone di andata
| Arbitro: | Chiesa (Livorno) |

|                                            |           |  |
| Baiano 18’, 62’ Rambaudi 46’, 75’ List 81’ | Marcatori |  |

| Arbitro: | Dal Forno (Ivrea) |

|           |           |                                                |
| Brogi 29’ | Marcatori | 42’ (aut.) Chiti 45’ (rig.) Barone 85’ Signori |

| Arbitro: | Merlino (Torre del Greco) |

|            |           |  |
| Barone 16’ | Marcatori |  |

| Arbitro: | Ceccarini (Livorno) |

|                       |           |  |
| Neffa 55’ Dezotti 78’ | Marcatori |  |

| Arbitro: | Boggi (Salerno) |

|                     |           |                                                 |
| Bucaro 31’ List 45’ | Marcatori | 64’ (aut.) Baiano 76’ Cambiaghi 82’ Venticinque |

| Arbitro: | Nicchi (Arezzo) |

|             |           |  |
| Sottili 45’ | Marcatori |  |

| Arbitro: | Quartuccio (Torre Annunziata) |

|                   |           |  |
| Baiano 90’ (rig.) | Marcatori |  |

| Padova 28 ottobre 1990 8ª giornata | Padova          | 0 – 0 | Foggia | Stadio Silvio Appiani\| Arbitro: \| Monni (Sassari) \| |
| Arbitro:                           | Monni (Sassari) |       |        |                                                        |

| Arbitro: | Mughetti (Cesena) |

|           |           |            |
| Balbo 48’ | Marcatori | 23’ Baiano |

| Arbitro: | Magni (Bergamo) |

|                                                          |           |  |
| Baiano 5’, 22’ (rig.) Signori 36’ Rambaudi 54’ Porro 77’ | Marcatori |  |

| Arbitro: | Pezzella (Frattamaggiore) |

|               |           |                      |
| Ravanelli 44’ | Marcatori | 24’ Signori 27’ List |

| Arbitro: | Cinciripini (Ascoli Piceno) |

|                                            |           |  |
| Rambaudi 34’ Signori 61’ Baiano 80’ (rig.) | Marcatori |  |

| Arbitro: | Cornieti (Forlì) |

|                                                       |           |                          |
| Pergolizzi 5’ W. Casagrande 53’ (rig.), 64’, 74’, 84’ | Marcatori | 55’ Baiano 79’ Codispoti |

| Arbitro: | Frigerio (Milano) |

|                                       |           |  |
| Porro 21’ Baiano 28’, 71’ Signori 89’ | Marcatori |  |

| Arbitro: | Stafoggia (Pesaro) |

|  |           |                       |
|  | Marcatori | 72’ Porro 88’ Picasso |

| Arbitro: | Guidi (Bologna) |

|  |           |                                 |
|  | Marcatori | 31’ (aut.) Cossaro 86’ Rambaudi |

| Arbitro: | Fucci (Salerno) |

|                   |           |  |
| Rambaudi 10’, 72’ | Marcatori |  |

| Arbitro: | Bettin (Padova) |

|                       |           |  |
| Zago 10’ Fioretti 72’ | Marcatori |  |

| Arbitro: | Felicani (Bologna) |

|            |           |             |
| Baiano 11’ | Marcatori | 22’ La Rosa |

#### Girone di ritorno
| Arbitro: | Boemo (Cervignano del Friuli) |

|             |           |              |
| Marulla 71’ | Marcatori | 11’ Rambaudi |

| Arbitro: | Bruni (Arezzo) |

|               |           |  |
| T. Napoli 88’ | Marcatori |  |

| Brescia 10 febbraio 1991 22ª giornata | Brescia       | 0 – 0 | Foggia | Stadio Mario Rigamonti\| Arbitro: \| Rosica (Roma) \| |
| Arbitro:                              | Rosica (Roma) |       |        |                                                       |

| Arbitro: | Guidi (Bologna) |

|            |           |  |
| Bucaro 38’ | Marcatori |  |

| Arbitro: | Longhi (Roma) |

|  |           |                         |
|  | Marcatori | 78’ Baiano 90’ Rambaudi |

| Arbitro: | Cornieti (Forlì) |

|                          |           |  |
| Rambaudi 49’ Signori 70’ | Marcatori |  |

| Arbitro: | Trentalange (Torino) |

|                        |           |             |
| Lunini 1’ E. Rossi 31’ | Marcatori | 12’ Signori |

| Arbitro: | Boggi (Salerno) |

|             |           |                     |
| Signori 48’ | Marcatori | 82’ (aut.) Padalino |

| Arbitro: | Cesari (Genova) |

|                  |           |                        |
| Signori 20’, 34’ | Marcatori | 65’ Lucci 78’ De Vitis |

| Arbitro: | Bruni (Arezzo) |

|                      |           |                        |
| Battaglia 64’ (rig.) | Marcatori | 44’ (rig.), 56’ Baiano |

| Arbitro: | Cardona (Milano) |

|                        |           |               |
| Baiano 14’, 63’ (rig.) | Marcatori | 55’ Ravanelli |

| Arbitro: | Pairetto (Torino) |

|               |           |  |
| Paci 11’, 81’ | Marcatori |  |

| Arbitro: | Pezzella (Frattamaggiore) |

|                           |           |               |
| T. Napoli 58’ Signori 65’ | Marcatori | 75’ Cvetkovic |

| Arbitro: | Bettin (Padova) |

|                 |           |            |
| Pasa 12’ (rig.) | Marcatori | 82’ Baiano |

| Arbitro: | Dal Forno (Ivrea) |

|                                        |           |               |
| Rambaudi 23’, 28’ Baiano 73’, 76’, 88’ | Marcatori | 48’ Trombetta |

| Arbitro: | Merlino (Torre del Greco) |

|              |           |  |
| Rambaudi 50’ | Marcatori |  |

| Arbitro: | Boemo (Cervignano del Friuli) |

|            |           |  |
| Ermini 61’ | Marcatori |  |

| Arbitro: | Guidi (Bologna) |

|                                   |           |                                  |
| Casale 6’ Baiano 12’ Rambaudi 16’ | Marcatori | 7’ (rig.), 33’ Bivi 24’ Fioretti |

| Arbitro: | Rosica (Roma) |

|                         |           |                                                 |
| Carbone 20’ Scienza 74’ | Marcatori | 12’ Rambaudi 47’ Baiano 60’ Barone 64’ Grandini |

### Coppa Italia

#### Turni preliminari
| Arbitro: | Merlino (Torre del Greco) |

|                                          |           |                  |
| Rambaudi 13’, 73’ Baiano 45’ Signori 90’ | Marcatori | 90’ M. Donatelli |

| Arbitro: | Monni (Sassari) |

|                                   |           |                   |
| Simonetta 30’, 72’ Di Stefano 56’ | Marcatori | 79’ (rig.) Barone |

| Arbitro: | Frigerio (Milano) |

|           |           |  |
| Völler 9’ | Marcatori |  |

| Arbitro: | Pairetto (Torino) |

|                   |           |                              |
| Barone 39’ (rig.) | Marcatori | 15’ Comi 34’, 72’ Rizzitelli |